# Gedecentraliseerde eenheidsstaat

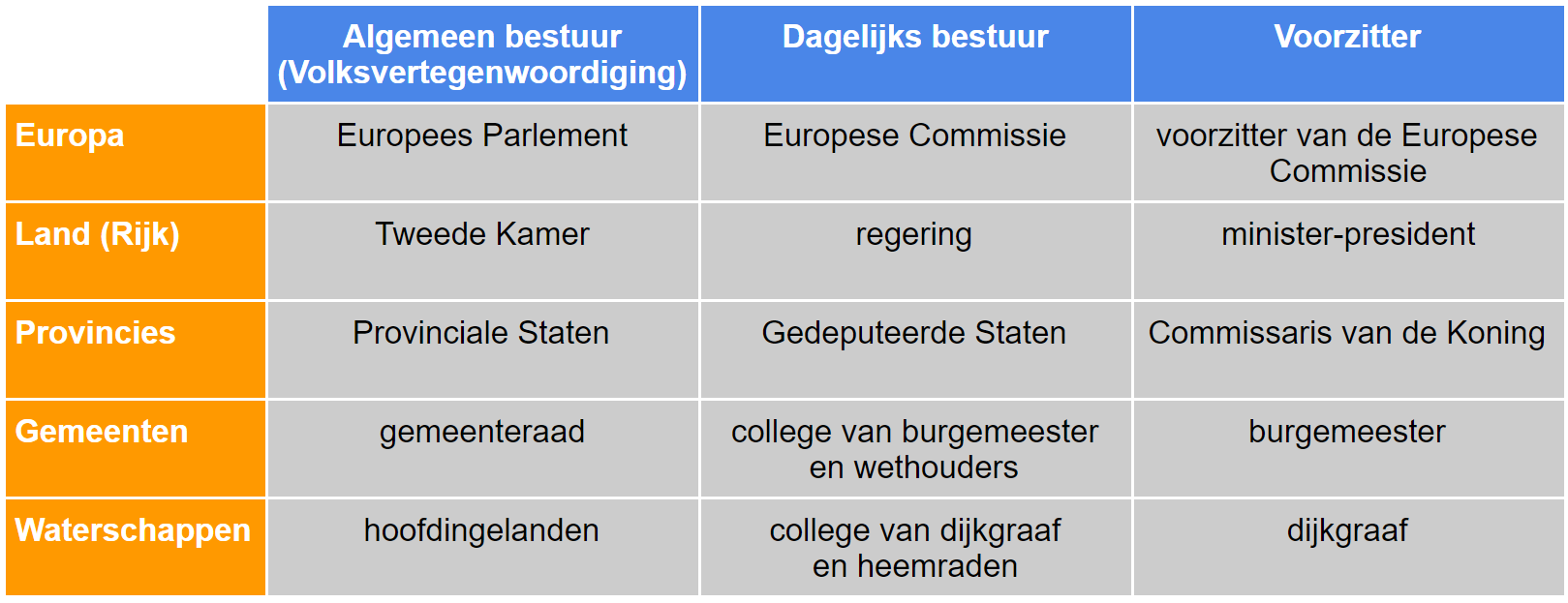
De verschillende bestuurslagen in Nederland en de Europese Unie

Een gedecentraliseerde eenheidsstaat is een staatsvorm waarbij territoriale eenheden binnen een eenheidsstaat zelfstandige bevoegdheden hebben. Eenheidsstaat betekent dat de nadruk ligt op de landelijke of centrale overheid. Deze hoogste bestuurslaag zorgt voor wetgeving en toezicht. Er zijn echter ook decentrale bestuurslagen aan wie de landelijke overheid een aantal taken heeft afgestaan. Naast deze eigen taken en verantwoordelijkheden of bevoegdheden is elke bestuurslaag verplicht uitvoering te geven aan hogere regelgeving van de centrale overheid, ook wel medebewind genoemd. 

## Nederland
Nederland is een gedecentraliseerde eenheidsstaat. Naast het centrale overheidsverband functioneren zelfstandige lichamen, die wetgevende en bestuurlijke taken vervullen. De inrichting van de decentrale overheden is in Nederland gestandaardiseerd door de Provinciewet en de Gemeentewet. Provincies en gemeenten mogen dus over bepaalde zaken zelf beslissen. 
Tegenover het eerder genoemde begrip medebewind staat het begrip autonomie. Hiermee wordt de bevoegdheid van bijvoorbeeld een gemeentebestuur aangeduid om zaken die de eigen huishouding van de gemeente betreffen te reguleren. Provincies en gemeenten hebben de bevoegdheid om (vaak binnen door de rijksoverheid bepaalde grenzen) eigen zaken te regelen, zoals de hoogte van de gemeentelijke belasting, parkeertarieven en de manier waarop het afval wordt verwerkt. Niemand schrijft een gemeente voor aan welke instellingen zij subsidie dient te verstrekken of hoeveel jongerenplekken, ontmoetingscentra etc. in een gemeente dienen te zijn. Dit en nog veel meer onderwerpen behoort allemaal tot de eigen huishouding van de gemeente.
De verdediging van Nederlands grondgebied en de hoogte van maximumstraffen zijn voorbeelden van zaken die de centrale overheid regelt. Hier hebben de provincies en gemeenten dan weer niks over te zeggen.